# Ristorante Cooperativo
Il Ristorante Cooperativo italiano di Zurigo, meglio noto come Coopi, è stato un centro culturale noto nella storia dell'antifascismo, del movimento socialista e dell'emigrazione italiana in Svizzera.

## Origini
Le radici del Coopi si ritrovano nella Società Cooperativa Italiana di Zurigo creata dagli immigrati italiani di Zurigo nel 1905 per "rafforzare la Cooperazione Socialista": lo scopo originario era quello di offrire pasti salutari e a buon mercato agli italiani immigrati in  Svizzera; seguirono la fondazione di una libreria e di un quotidiano  L'Avvenire dei Lavoratori", che è oggi pubblicato sotto forma di  newsletter e che durante il regime fascista era l'unico foglio socialista italiano edito fuori dalla clandestinità.

## Storia
Il Coopi entra subito nella storia europea a causa delle frequentazioni che riesce ad attrarre: Benito Mussolini, ancora militante socialista, vi si reca nel 1913 per pronunciare il discorso del primo maggio di fronte agli immigrati italiani; Lenin vi consuma l'ultimo pasto prima di ripartire per San Pietroburgo nel 1917; Giacomo Matteotti collabora a lungo con il giornale; Filippo Turati, Pietro Nenni ed altri vi si legano negli anni dell'esilio; uno dei suoi dipendenti era lo scrittore Ignazio Silone, emigrato a Zurigo. 
Vi venivano impartite anche lezioni ai bambini che frequentavano la “Libera Scuola Italiana”. Come testimoniò la scrittrice Franca Magnani, che frequentò la "Libera Scuola Italiana": “«Durante tutto il periodo del nostro esilio, il Copi fu il centro dell'emigrazione antifascista di Zurigo e il luogo da cui partivano i due più importanti aiuti lavorarono organizzazioni della sinistra italiana, il 'Fondo Matteotti', organizzazione umanitaria intitolata al socialista assassinato, e la Internationale Rote Hilfe. Il “Copi” era anche un punto di contatto per tutti coloro che avevano bisogno di un pasto caldo, cercavano un posto dove pernottare senza dover mostrare la carta d’identità, o volevano essere accompagnati da qualche parte». 
Quando in Italia regnava il fascismo, la Cooperativa era “una specie di quartier generale dell’antifascismo”.
Durante la  Seconda guerra mondiale, vi furono trasportati gli archivi della Concentrazione antifascista dopo la caduta di Parigi nel 1940 in mano nazista. Il Coopi diviene un importante centro di aggregazione dei movimenti politici antifascisti, italiani e svizzeri, soprattutto di matrice socialista: oltre a L'Avvenire dei lavoratori, vi si pubblicava anche l'Avanti!, e molti fuoriusciti italiani vi si recavano per coordinarsi con gli antifascisti svizzeri.
Nel dopoguerra il centro diviene luogo di confronto multiculturale frequentato da membri della sinistra locale ed europea, Moritz Leuenberger, presidente della confederazione e consigliere federale svizzero, ne è stato in gioventù uno degli animatori,  Ezio Canonica, consigliere nazionale ticinese e sindacalista scelse il Coopi come base, negli anni '60, per guidare le sue battaglie contro la destra xenofoba di James Schwarzenbach, che propugnava leggi restrittive della libertà degli immigrati, italiani in particolare.

## Ubicazione
Dopo essere stato collocato in due diversi indirizzi, Zwinglistrasse e Militärstrasse 36, oggi il Coopi ha sede al numero 5 di Strassburgstrasse, ad un passo dalla Borsa e dalla celebre Paradeplatz.
Alle pareti del ristorante ci sono alcuni dipinti di Mario Comensoli, il pittore che ha raccontato nelle sue tele la vita degli emigranti in Svizzera.
Presente è pure un busto di Filippo Turati, che frequentò il posto durante l'esilio prima di recarsi a Parigi.
Un aneddoto riferisce che Bertolt Brecht, in visita al Coopi, avesse chiesto come mai vi venissero esposti ritratti di Lenin e di Marx ma non quello di Stalin, per sentirsi rispondere che " qui non c'è posto per i dittatori, nemmeno sui muri".

## Sviluppi recenti
Alla fine del 2006 la volontà del Comune di Zurigo di trarre maggiori entrate dall'affitto dello stabile di cui è proprietario, ha messo a rischio la sopravvivenza del Coopi, il 9 gennaio 2007 una prima sentenza ne aveva garantita la permanenza nella sede storica ma ciò non ha modificato le intenzioni del municipio zurighese.
A seguito di alcuni mesi di trattative quindi, il Coopi e il Comune sono giunti ad una soluzione di compromesso che costringe la cooperativa al trasloco ma le consente di spostarsi solo di poche centinaia di metri, mantenendo quindi la sua collocazione storica nel centro Zurigo al numero 6 di Sankt Jakobstrasse.